# Alf Hansen (canottiere)
Alf John Hansen (Oslo, 13 luglio 1948) è un ex canottiere norvegese.

## Palmarès

### Olimpiadi
- 2 medaglie:
  - 1 oro (Montréal 1976 nel due di coppia)
  - 1 argento (Seul 1988 nel quattro di coppia)

### Mondiali
- 9 medaglie:
  - 4 ori (Nottingham 1975 nel due di coppia; Hamilton 1978 nel due di coppia; Bled 1979 nel due di coppia; Lucerna 1982 nel due di coppia)
  - 3 argenti (Lucerna 1974 nel due di coppia; Duisburg 1983 nel due di coppia; Copenaghen 1987 nel quattro di coppia)
  - 2 bronzi (St. Catharines 1970 nel quattro senza; Monaco di Baviera 1981 nel due di coppia)